# Apuí
Apuí est une municipalité brésilienne de l'État d'Amazonas dans la microrégion du Madeira.